# Hibiscus denudatus
Hibiscus denudatus (nombres comunes en inglés: "paleface", "rock hibiscus") es un arbusto perennifolio de la familia  Malvaceae. 

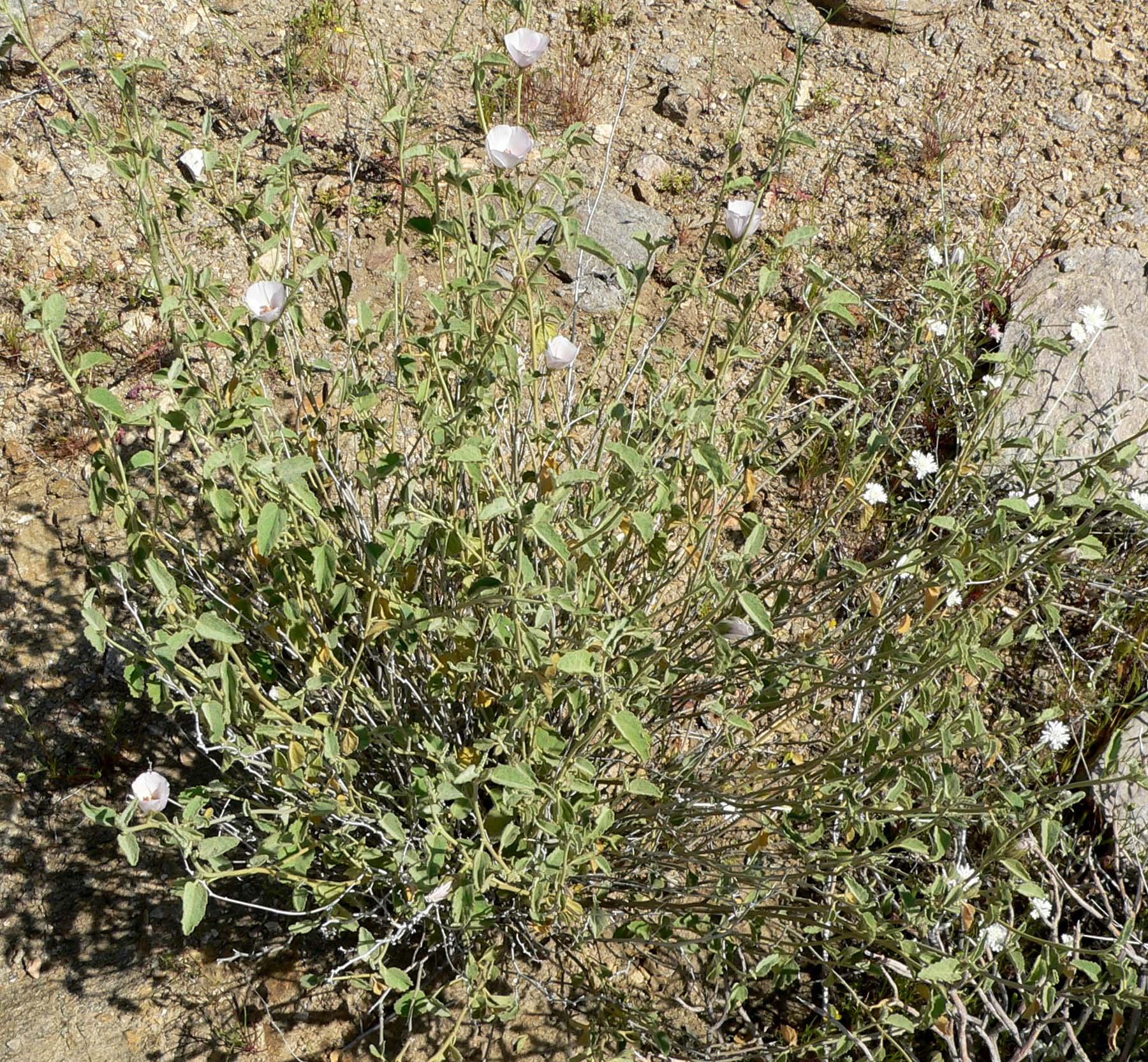
Vista de la planta

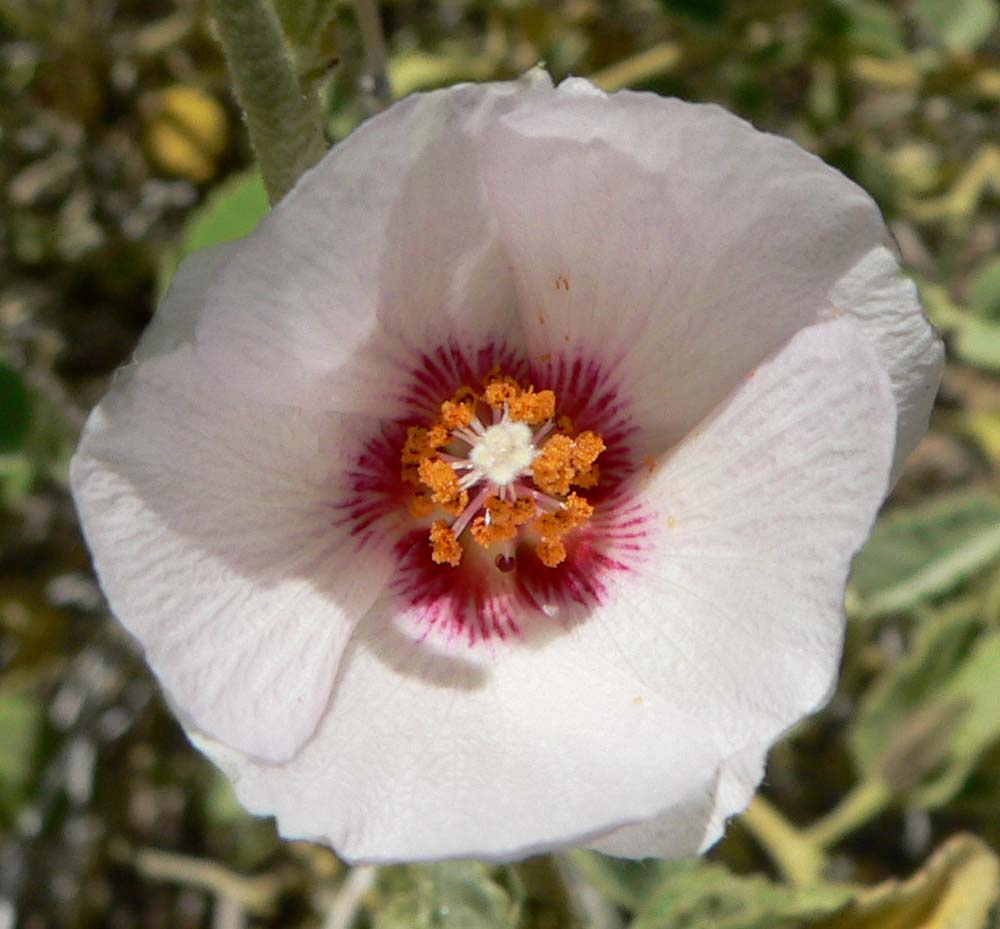
Flor

## Distribuciuón y hábitat
Es originaria del sudoeste de Norteamérica en el sudoeste de Estados Unidos y el norte de México es los estados de California, sur de Nevada, sur de Arizona y Nuevo México, sudoeste de Texas, norte de Baja California, Sonora, Chihuahua, y Coahuila. También puede estar en el Desierto de Colorado y el Desierto de Sonoras, y en el este del Desierto de Chihuahua

## Descripción
La forma de la planta es un tanto desordenada, con ramas verticales alcanzando los 1,5 m de altura, y no siempre es un arbusto ancho. Las hojas son pequeñas, elípticas a ovoides, dentadas finamente de un color verde medio amarillo.
La flor es de un blanco pálido, de ahí el nombre rostro pálido, o lavanda pálida. Los pétalos pueden ser papiráceos, y en algunas plantas casi translúcidos; los pétalos son grandes y redondos , también se superponen ; la flor entera tiene la forma de una copa ancha. Una rama vertical tendrá a menudo una flor terminal, y flores axiales a lo largo de la rama. Las flores florecerán dependiendo de las temperaturas estacionales a partir de enero hasta finales de verano / otoño , en octubre.

## Distribución y hábitat
La planta se puede encontrar en el desierto, también en laderas rocosas y mesetas, hasta los 610 m de altitud. 

## Taxonomía
Hibiscus denudatus fue descrita por George Bentham y publicado en The Botany of the Voyage of H.M.S. Sulphur 7–8, pl. 3. 1844.
Etimología
Ver: Hibiscus
denudatus: epíteto latíno que significa "desnuda"
Sinonimia
- Hibiscus denudatus var. involucellatus A.Gray
- Hibiscus involucellatus (A. Gray) Wooton & Standl.[2]